# Бассе (Нідерланди)
Бассе (нід. Basse) — селище в нідерландській провінції Оверейсел. Входить до муніципалітету Стенвейкерланд.
Його площа становить 5,47 км², а населення станом на 2021 рік складало 260 осіб.
Перша згадка про населений пункт датується 1425 роком.